# Fanny Churberg

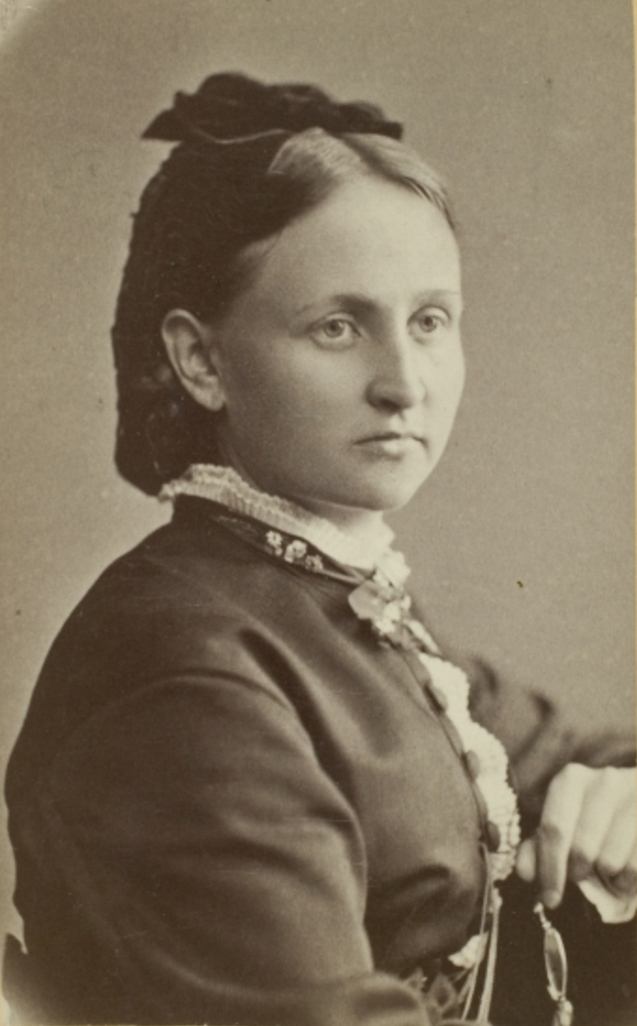
Fanny Churberg

Fanny Maria Churberg (* 12. Dezember 1845 in Vaasa; † 10. Mai 1892 in Helsinki) war eine finnische Landschaftsmalerin.

## Leben
Fanny Churberg beschloss bereits in frühen Jahren, Künstlerin zu werden und schloss entsprechend an ihren Schulbesuch in einem Mädchenpensionat ein Studium an der Kunstakademie in Helsinki an. Sie finanzierte sich diese Ausbildung durch das Erbe ihres Vaters, der als angesehener Arzt wohlhabend war und früh verstarb. Ihren ersten Malereiunterricht erhielt sie von Alexandra Frosterus-Såltin, die bis 1862 bei Otto Mengelberg studiert hatte, bei Emma Gyldén und bei Berndt Lindholm. 1867 ging sie nach Düsseldorf, um dort Kunst zu studieren. Da die Kunstakademie Düsseldorf keine Frauen aufnahm, nahm sie Privatunterricht. In Düsseldorf hielt sie sich zunächst bis 1868 auf, dann noch einmal von 1871 bis 1874. In dieser Zeit war der Landschaftsmaler Karl Ludwig ihr Privatlehrer.
Von 1875 reiste sie nach Frankreich und lebte bis 1878 in Paris. Dort nahm sie Unterricht bei Wilhelm von Gegerfelt. Danach kehrte sie nach Finnland zurück, um sich im Finnischen Kunstverein in Helsinki zu engagieren und dort auszustellen. 1879 bekam sie bei einer solchen Ausstellung den ersten Preis für ein Gemälde, ansonsten war das Interesse der Finnen an ihren Bildern zu ihren Lebzeiten sehr zurückhaltend. 1880 hörte sie mit der Malerei vollständig auf und setzte sich nachfolgend für die Etablierung eines finnischen Kunsthandwerks ein. Sie gründete Töpfereien und Webereien und schrieb zudem in Zeitschriftenbeiträgen über das finnische Kunsthandwerk.
1892 starb Fanny Churberg in Helsinki. Erst 1919 wurde sie als Künstlerin wiederentdeckt und durch eine große Gedächtnisausstellung bedacht.

## Malerei

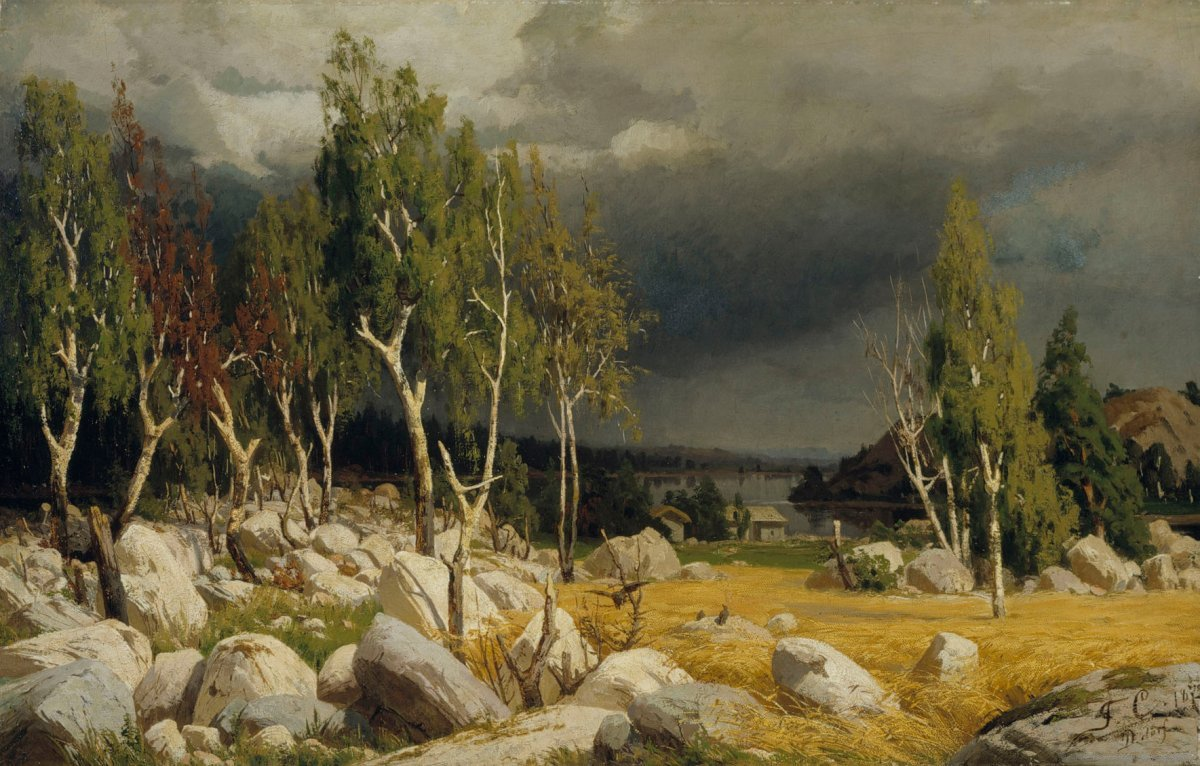
Felsenhügel, 1872

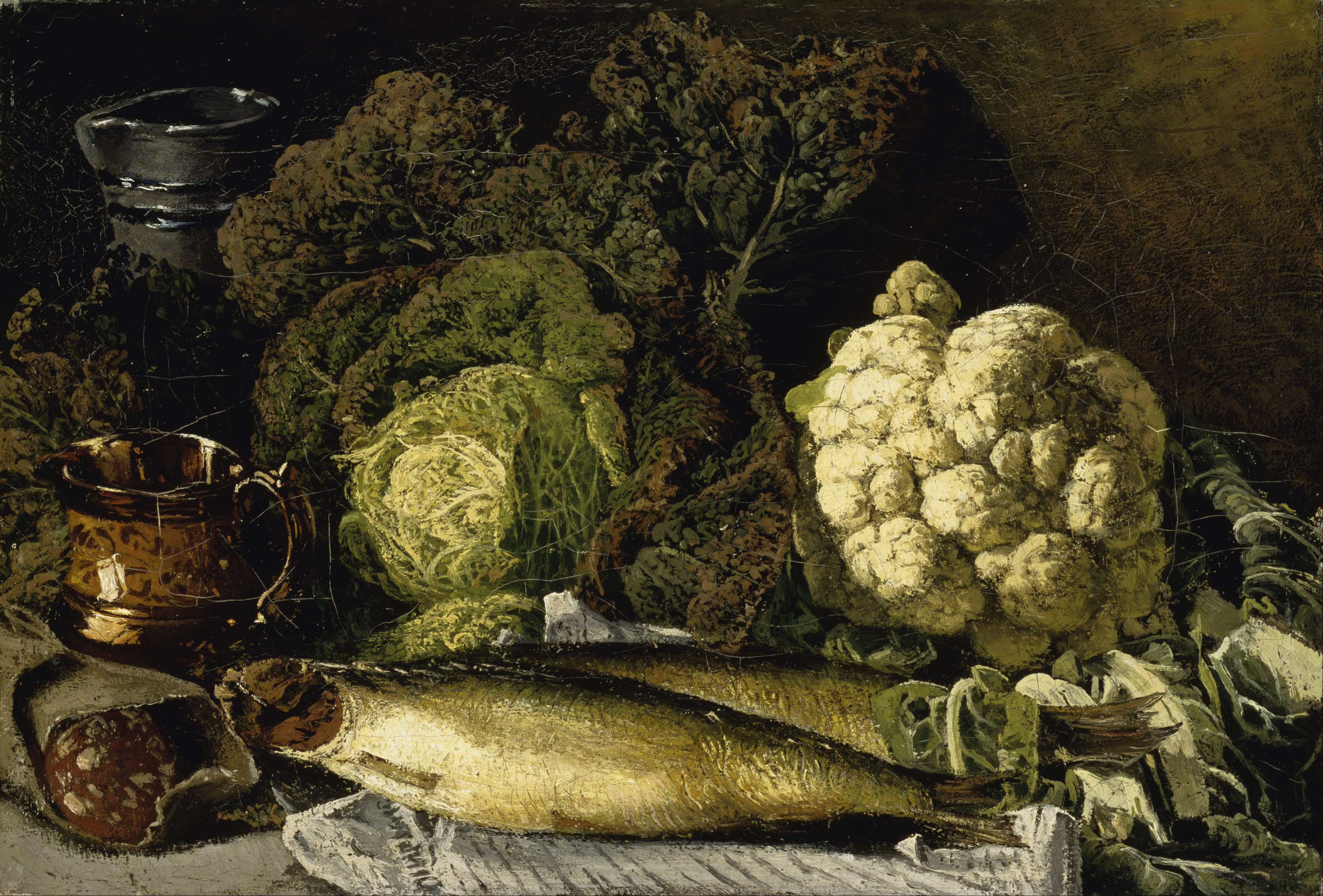
Stillleben mit Gemüse und Fisch, 1876

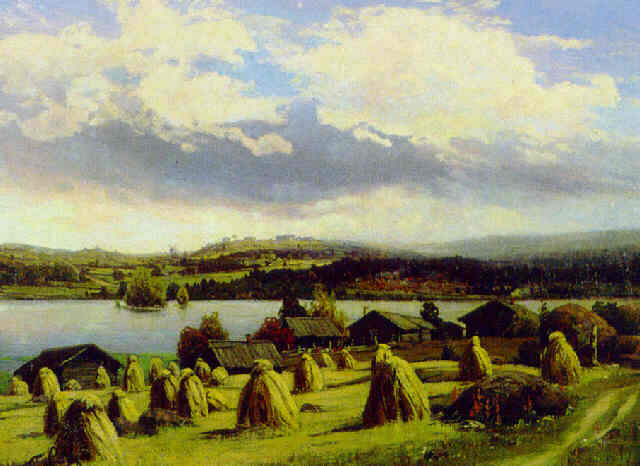
Maisema (Landschaft), undatiert

Obwohl Fanny Churberg in der Tradition der Düsseldorfer Schule gelernt hatte, versuchte sie nie, den dort vorherrschenden Stil der naturnahen, im Atelier komponierten Landschaftsmalerei anzunehmen. Darin unterschied sie sich beispielsweise von ihrem Landsmann Werner Holmberg (1830–1860), der etwa zeitgleich lebte und ebenfalls in Düsseldorf studierte. Sie setzte stattdessen auf die Darstellung der wilden Natur und betonte dies durch ihren Stil, bei dem sie kraftvolle Farben und dicke Pinselstriche nutzte. Auf diese Weise wurden die Bilder fast expressionistisch und ähnelten denen der erst viele Jahre später entstandenen Bilder von Emil Nolde oder Edvard Munch.
Thematisch zog sie vor allem die Darstellung der rauen Landschaft im Spätherbst und Winter vor, dabei malte sie vor allem Szenen der Dämmerung, des Sonnenuntergangs oder der Mondnacht.